# تسريع
التسريع (بالإنجليزية: speedup)‏ في حالة الحوسبة المتوازية يعبر عن الربح في المدة الزمنية لتنفيذ برنامج حاسوبي بعد إضافة وحدات معالجة مقارنة من برنامج متسلسل.
الصيغة هي :
{\displaystyle S_{p}={\frac {T_{1}}{T_{p}}}}
حيث:
- p عدد وحدات المعالجة
- {\displaystyle T_{1}} مدة تنفيذ برنامج متسلسل
- {\displaystyle T_{p}} مدة التنفيذ على p وحدة معالجة.

الكفاءة توافق هذا الربح مقسوما على عدد وحدات المعالجة المستعملة.